# Cassine papillosa
Cassine papillosa là một loài thực vật có hoa trong họ Dây gối. Loài này được (Hochst.) Kuntze mô tả khoa học đầu tiên năm 1891.